# 科摩羅經濟

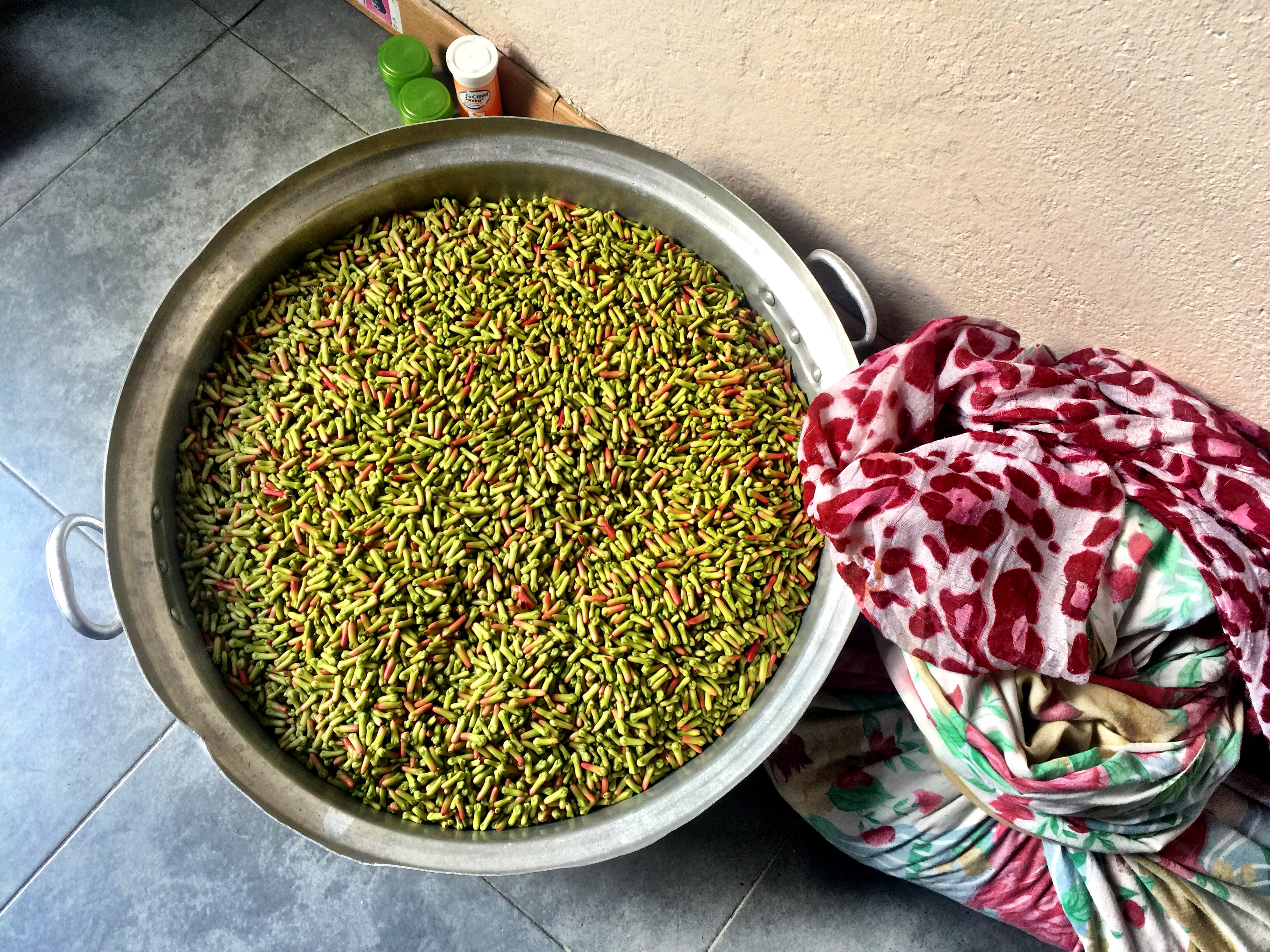
准备好晒干的丁香

科摩羅由交通聯繫不足、人口年輕且迅速增加、天然資源稀少的三個島嶼組成。勞動人口教育水平偏低，導致經濟活動只維持生計的水平、失業率居高不下、嚴重依賴外國贈款和技術援助。科摩羅人均國內生產總值估計為700美元左右，是世界上最貧窮和不發達的國家之一。雖然各個島嶼的地質不同，但土壤普遍綴滿熔岩，不適合發展農業，結果大多數居民依靠自給農業和漁業過活。2007年平均工資在每天3至4美元左右。
農業是該國的經濟主導行業，包括捕鱼、狩猎和林業，佔國內生產總值四成，僱用八成勞動人口，出產大部分出口貨品。該國的糧食生產不夠自給自足，主食大米佔進口貨品的大部分。
該國政府正努力提高教育和技術培訓、把商業和工業企業私有化、改善醫療服務、增加出口種類、促進旅遊業發展和降低高人口增長率。要達成國內生產總值每年增長4%的目標，需要持續的外國支持。科摩羅經濟的一個重要收入來源是匯款回國，佔國內生產總值的24%。
該國人均國內生產總值在1980年代增加55%，但在1990年代減少42%，證明增長速度不可持續。

## 經濟史
在殖民統治時期，法國和當地領導的國民建立種植園，種植經濟作物出口。即使在獨立後，法國公司主導科摩羅經濟，這些公司把大部分利潤轉移海外，投資基礎設施的水平低，僅足以令種植園有利潤或有利企業合夥人，導致糧食農產疲弱，食品尤其是大米依賴從海外進口。在1993年，科摩羅仍然受制於香草、伊蘭和丁香等作物的國際市場價格波動。
科摩羅是世界上最貧窮的國家之一，科摩羅法郎在1994年1月貶值，該年人均國民生產總值估計為400美元。國民生產總值在1980年代每年平均實質增長3.1%，但人口快速增長使人均國民生產總值每年平均下降0.6%，實際國內生產總值在1980至1985年間每年增長4.2%，1985至1988年間每年增長1.8%，1990年增長1.5%。1991年，科摩羅的國際收支平衡出現困難，符合資格參與國際開發協會為幫助撒哈拉以南非洲地區受債務困擾的國家而設的特別援助計劃。
經濟以私有制為主，經常由外國投資者擁有。即使在薩利赫（Ali Soilih）時代，國有化情況有限。馬達加斯加政府接管石油公司在科摩羅設立的工廠後，薩利赫沒收該公司的設施。阿卜杜拉（Ahmed Abdallah）政府開放外資參與經濟，但把兩間公司國有化，但國有化只維持短時間，因為Socovia和其他政府持有的企業在1992年經濟轉型中被清盤或被私有化。
阿卜杜拉政權在1978年與法國恢復邦交後，除了其他政府和國際組織的援助外，科摩羅經濟變得更依賴於法國的援助。該國在1990年完成與國際貨幣基金組織就經濟重組計劃的談判，公共外債總額為1.62億美元，金額相等於國民生產總值的四分之三左右。政府推遲實施結構調整計劃，在1992年9月被世界銀行和國際貨幣基金組織指示實施相關計劃，該計劃建議解僱9千名公務員中其中約2,800名和其他不受歡迎的措施。1994年3月，國際貨幣基金組織在結構調整貸款機制下，給予該國190萬美元新信貸。1994至1996年期間，科摩羅以4%的經濟增長率和通脹率為目標，但實際增長率估計只有0.7%，而通貨膨脹率高達15%。另一方面，聯合國發展計劃署在1993年5月給予科摩羅200萬美元信貸，用於鼓勵民營企業和降低失業率的計劃。1994年1月，歐洲發展基金向科摩羅授出130萬歐洲貨幣單位發展小企業。該國同時從法國援助與合作基金獲得570萬法郎發展農業和農村。
外國援助對科摩羅好壞參半，援助是為了幫助政府支付巨大而無盡的項目工資，例如擴大莫羅尼的港口和在昂儒昂島上的Mutsamuda發展新港口，這兩個項目直至1994年初成功希望仍然不大。同時，這些島嶼一直無法開發當地資源或興建經濟發展所需的基礎設施。少數成功的例子有建立國家新聞媒體和稍微改善公共健康、教育和電訊。美國在1991年提供70萬美元的發展援助，由非政府組織CARE管理，主要用於造林、土壤保護和可持續農業。
科摩羅在1979年正式加入非洲法郎區。非洲法郎在1994年1月12日貶值50%，每1法國法郎可兌100非洲法郎。科摩羅法郎其後貶值，不再直接與非洲法郎等值，每1法國法郎可兌換75科摩羅法郎。
全國勞工組織科摩羅工人聯合會的總部設在莫羅尼。社會問題如政治危機、國際金融組織規定經濟重組、政府無法支付公務員的工資等，往往觸發罷工和工人示威活動。2009年平均工資為每工時0.80美元。

## 農業、漁業和林業
農業僱用八成以上人口，佔國內生產總值四成，幾乎提供所有外匯收入。服務業包括旅遊業、建築業和商業活動，構成國內生產總值的剩餘部分。大比例的人口從事種植，該島的主要經濟作物出口有香草、丁香、香精和椰肉。科摩羅的伊蘭香精生產於世界領先的地位，用於製造香水。該國是世界上香草第二大生產國，僅次於馬達加斯加，主要糧食作物有椰子、香蕉和木薯，食品佔進口總額的32%。

### 農業和畜牧業
1990年代初，約八成人口從事農業，提供約九成半出口。該國普遍劃分為兩個農業區，從海平面到海拔400米不等的沿海地區種植伊蘭、香草和丁香等經濟作物，而高地則種植國內食用的農作物如木薯、香蕉、雨大米、紅薯等。隨著人口增加，種植供國內食用的食物越來越難滿足需求。世界銀行的數據顯示，1980至1987年間人均糧食產量減少約12%。該國幾乎進口所有的肉類和蔬菜，大米進口通常佔全部進口量的三成。
科摩羅是世界上主要的伊蘭精華生產國，該精華由源自印尼的樹所長出的花提煉而成，用作製造香水和肥皂。伊蘭本質是深受婦女歡近的香奈兒5號香水主要成分之一。該國是世界上第二大香草生產國，僅次於馬達加斯加。丁香是重要的經濟作物。1991年，香草和丁香的出口量分別是237和2,750噸，價格分別在每公斤19和397科摩羅法郎左右。同年，伊蘭精華出口量為43噸，價格為每公斤約23,000科摩羅法郎。這三種商品受全球需求的變化和自然災害如颶風影響，產量波動很大，因此利潤以至政府收益暴漲暴跌，削弱政府預測收入和計劃支出的能力。歐洲聯盟委員會的穩定出口收入制度（Stabex）向科摩羅和其他發展中國家提供援助，以減輕出口商品價格波動的影響。
1990年代初，香草和伊蘭市場的長期增長和穩定不強，香草面對來自合成香料的競爭加劇，香水使用者對伊蘭精華的香味開始厭倦。1980年代後期，隨著世界口味從喜愛高脂肪的椰子油改為更精簡的物質如棕櫚油，曾經是該國重要出口作物的椰乾（榨取椰子油的乾椰子肉）不再是經濟的重要因素。雖然丁香的生產和收入在1990年代初期經歷波動，但沒有出現類似香草和伊蘭的挑戰。科摩羅香草大多數在大科摩羅島上種植，而伊蘭則主要來自昂儒昂島。
多項國際計劃試圖減少該國對進口食品的依賴，特別是大米，這是消耗出口收入的主要原因。啟動農村發展計劃的組織，包括歐洲發展基金、國際農業發展基金、世界糧食計劃署、阿拉伯非洲經濟發展銀行、聯合國糧食和農業組織，以及法國和美國政府。儘管在1984年多達17個國際組織的努力，1980年代該國人均糧食產量仍然下跌。主要丁香和香草的種植者普遍抵制重組工作，而他們的種植園佔據該島土地肥沃的沿海地區，大米進口企業也是如此。
山坡上種滿經濟作物，導致高地砍伐森林，稀薄而脆弱的土壤出現侵蝕。對此，援助提供者把越來越多的農業援助用於造林、土壤修復和環境敏感的種植方法。例如，美國1991年的70萬美元農業援助全數用在該類項目，而農發基金的400萬美元貸款協助啟動一項支持Nzwani小型生產者的方案。
畜牧業規模細小，1990年有約47,000頭牛、120,000頭山羊、13,000頭羊和4千頭驢子。科摩羅將繼續進口大部分國內食用的肉類。

### 捕魚業
自1980年代後期，科摩羅在發展漁業作為出口收入來源上取得進展。1988年，政府與歐共體締結一項為期三年的協議，允許40艘來自法國和西班牙的漁船在科摩羅海域捕魚，主要是金槍魚。作為回報，科摩羅將收到30萬歐洲貨幣單位，另有5萬歐洲貨幣單位用於漁業研究。此外，漁船經營者將就每噸捕獲的金槍魚支付20歐洲貨幣單位。雖然該島珊瑚礁外的深水處魚產不盛，但估計每年可從科摩羅海域撈魚3萬噸。1990年總漁穫量為5,500噸。日本也提供漁業援助。漁業的發展由國家機構科摩羅小規模漁業發展公司監督。

### 林業
在2000年，森林面積約8千公頃（2萬英畝）。島上有許多果樹和熱帶硬木。該國生產少量木材，主要是剩下大約一半森林的大科摩羅島。2003年圓木產量9千立方米。

## 工業
工業活動佔科摩羅經濟的小部分，1994年佔國內生產總值的約5%。主要工業涉及把經濟作物加工出口︰準備香草和伊蘭蒸餾成為香精。這些活動曾經幾乎由法國公司完全控制，個體農民在無利可圖的種植園關閉後設立許多小型而低效的蒸餾廠。
科摩羅同時生產用於出口的工藝品。
其他工業規模較小且以國內市場為目標，例如鋸材廠、印刷、木工、製鞋、塑料製品、酸奶、工藝品（如在婚姻交換的珠寶）和小漁船。
工業增長的主要障礙因素包括處於偏遠位置、島嶼之間的距離、原材料和技術工人稀缺、電力（產自水力發電、進口石油和木製品）和運輸成本高昂。工業的附加價值在整個1980年代緩慢下降。

## 旅遊業
南非在阿卜杜拉政權時期滲透科摩羅經濟，主要成果是發展旅遊業。雖然南非投資者於1980年代在南非和科摩羅政府的援助下興建或重修幾家酒店，但是在1992年年底只有一個有182間客房的度假酒店營業，島上其他酒店提供大約100間客房。儘管這些島嶼風景優美，但是當地政局不穩定，加上南非在種族隔離政權瓦解後對該國的興趣減少，其他熱帶旅遊地點招待遊客更熱情，需要進口建築材料和耗材，均阻礙旅遊業的發展。儘管如此，旅客從1990年的7,627人次增加至1991年的16,942人次，這很大程度上要歸功於已於1990年閉業的Galawa Beach，遊客大多是法國為主的歐洲人。

## 基礎設施
該國缺乏發展必要的基礎設施，有些村莊沒有與主要道路系統相連，或充其量以只能讓四輪驅動車輛通過的小徑連接。昂儒昂島的深水設施最近落成，但港口設施普遍簡陋。儘管最近有所改善，但現時只有小型船可以進入大科摩羅的莫羅尼碼頭。遙程遠洋船舶必須停於海上，再把貨物卸載至小船運往島上，這個過程在颶風季節是很危險的，船家不願意停靠該島。大多數貨物先被送到蒙巴薩或留尼汪島，再轉運到其他地方。
銀行體系由科摩羅中央銀行（成立於1981年，三間分行在莫羅尼、穆察穆杜及豐博尼開設）、工商銀行、一家商業銀行（成立於1990年，1993年有六間分行，曾經是巴黎國際銀行的附屬公司）、科摩羅發展銀行（成立於1982年，為小型和中型開發項目提供支持）、商業聯邦銀行和Exim Bank Comores Ltd。科摩羅發展銀行的大部分股份由科摩羅政府和中央銀行持有，其餘由歐洲投資銀行和經濟合作中央銀行（法國政府轄下的發展機構）持有。這些銀行的總部均設於莫羅尼。

## 對外貿易
科摩羅的主要貿易夥伴法國僅就小項目提供融資。美國佔科摩羅出口的比例越來越高，但其進口比例則微不足道（小於1%）。
該國依賴援助，導致長年出現貿易和預算赤字。1992年，出口和進口總值分別是2,100萬美元和5,000萬美元。1991年收入總計約3,470萬美元，支出總額約9,380萬美元，資金短缺相當於約170%的收入，由國際贈款和貸款、現有的信用額度、重新安排債務的方法解決。
1991年，科摩羅55%出口到法國，其次是美國（19%）和德國（16%），主要出口產品是香草、依蘭和丁香。該國的主要進口國是法國（56%）、比利時-盧森堡經濟聯盟（11%）和日本（5%），進口產品包括基本糧食（大米和肉類）、石油和建築材料。
賽義德·易卜拉欣王子國際機場設於大科摩羅島，是科摩羅唯一的國際機場。該國是法郎區的成員，匯率為1歐元兌換491.9677科摩羅法郎。

## 外部連結
- 中的“科摩羅經濟”
- Comoros latest trade data on ITC Trade Map （页面存档备份，存于）
- Letter of Intent and a Memorandum of Economic Policies of the government of Union of the Comoros （页面存档备份，存于）  PDF file
- MFW4A Comoros Financial Sector Profile